# Alan Grafite
Alan Sebastião Alexandre, mais conhecido apenas como Alan Grafite ou simplesmente Alan (Criciúma, 8 de fevereiro de 1998), é um futebolista brasileiro que atua como centroavante. Atualmente joga no Confiança , emprestado pelo Vila Nova.
Seu apelido, Alan Grafite, veio de uma brincadeira do preparador físico da Chapecoense, que achou parecido com o ex-jogador Grafite.

## Carreira

### Criciúma
Nascido em Criciúma, Santa Catarina, Alan começou em muitos projetos de futebol na sua região durante sua juventude e começou sua carreira nas categorias de base do Criciúma em 2012, aos 14 anos. No mesmo clube, se profissionalizou apenas em 2017, quando foi promovido juntamente com alguns jogadores do sub-20.
Fez sua estreia profissional em 14 de fevereiro de 2017, entrando como substituto em uma derrota fora de casa por 2 a 1 para o Brasil de Pelotas, pela Primeira Liga de 2017. Pelo Criciúma, fez 2 partidas e marcou nenhum gol.

### Chapecoense
Em meados de 2017, Alan contratado pela Chapecoense, incialmente sendo relacionado para a equipe sub-20, aonde foi campeão estadual no ano seguinte. Sua estreia pelo clube do oeste catarinense aconteceu em 20 de janeiro de 2019, entrando como substituto em um empate fora de casa com o Metropolitano por 0 a 0, pelo Campeonato Catarinense de 2019.
Na sua primeira passagem pela Chapecoense, participou de 3 partidas e marcou nenhum gol.[carece de fontes?]

### Toledo
Em 2019, Alan foi emprestado para o Toledo por um contrato até o final do Campeonato Paranaense de 2019. Fez sua estreia em 17 de março, entrando como substituto em uma derrota em casa para o Operário Ferroviário por 2 a 1.
Pelo Toledo, fez apenas 2 partidas e marcou nenhum gol.[carece de fontes?]

### Retorno à Chapecoense
Após disputar o Campeonato Paranaense de 2019 pelo Toledo, Alan retornou à Chapecoense. Sua reestreia aconteceu em 22 de janeiro de 2020, entrando como substituto no último minuto em um empate em casa por 0 a 0 com o Avaí, pelo Campeonato Catarinense de 2020. Fez seu primeiro gol como profissional em 31 de outubro, em uma vitória fora de casa por 2 a 0 sobre o Confiança, pela Série B de 2020.
Na segunda passagem pela Chapecoense, participou de 11 partidas e marcou um gol.[carece de fontes?]

### Concórdia
Após o fim da Série B de 2020, Alan foi emprestado ao Concórdia em 2021. Sua estreia aconteceu em 31 de janeiro, entrando como substituto em uma vitória fora de casa por 1 a 0 sobre o Marcílio Dias, pela Copa Santa Catarina de 2020.[carece de fontes?] Seu primeiro gol pelo Concórdia aconteceu em 3 de março, marcando o primeiro gol de uma vitória sobre o Brusque, pelo Campeonato Catarinense de 2021.
Foi o artilheiro do Concórdia no Campeonato Catarinense de 2021 com 13 partidas pelo clube, quatro gols marcados e uma assistência, tendo um dos seus melhores desempenhos na sua carreira.

## Títulos
Chapecoense
- Campeonato Catarinense: 2020[carece de fontes?]
- Campeonato Brasileiro - Série B: 2020[carece de fontes?]